# Parepistenia
Parepistenia is een geslacht van vliesvleugeligen uit de familie Pteromalidae. De wetenschappelijke naam van dit geslacht is voor het eerst geldig gepubliceerd in 1915 door Dodd.

## Soorten
Het geslacht Parepistenia omvat de volgende soorten:
- Parepistenia miripes (Girault, 1922)
- Parepistenia speciosissima (Girault, 1927)
- Parepistenia varicornis Dodd, 1915